# Eliminatiedieet
Een eliminatiedieet is een dieet dat wordt gebruikt bij het opsporen van voedselallergieën. Daarbij worden gedurende enige tijd (vaak 4 tot 6 weken) alle voedingsmiddelen vermeden waarvan bekend is dat ze bij sommige mensen gezondheidsklachten kunnen opwekken. Het dieet is daardoor behoorlijk streng. Wanneer de klachten in deze periode verdwijnen of sterk verminderen, is de kans groot dat (een deel van) de oorzaak van de klachten gezocht moet worden in de voeding, en wel een allergie of intolerantie voor bepaalde stoffen in de voeding.

## Voorbeeld
Er zijn verschillende opvattingen over welke voedingsmiddelen wel of niet zijn toegestaan in de periode waarin volledig allergeenvrij wordt gegeten. Een typisch voorbeeld van toegestane voedingsmiddelen in deze periode is:
- Olie: olijfolie (eventueel kokosolie, koolzaadolie, palmolie of saffloerolie.
- Vlees: lam, geit, konijn, eend, wild (hert, ree), struisvogel.
- Vis: zalm, forel, makreel, heilbot (alleen verse vis of diepvries, geen blik of gerookte vis)
- Fruit: peer, lychees, passievruchten, granaatappels (alleen vers)
- Groenten: wortel, bleekselderij, venkel, koolrabi, schorseneren, pastinaak, courgette, paksoi (koken of roerbakken, liefst niet rauw).
- Zetmeelbevattende producten: zoete aardappel, yam (koken als aardappel of roerbakken), cassave
- Dranken: Mineraalwater en kruidenthee (geen rooibos of groene thee)

Dikwijls blijken de allergenen juist in producten te zitten die vaak worden geconsumeerd. Als er daarom producten in bovenstaand overzicht zijn die de patiënt voor deze dieetperiode al regelmatig at, vallen deze ook onder de verboden voedingsmiddelen.

## Provocatiedieet
Als de klachten in deze periode van allergeenvrij eten inderdaad zijn verminderd of verdwenen, is het belangrijk de voedingsstoffen te identificeren die de klachten veroorzaken. Daarom wordt een eliminatiedieet vrijwel altijd gevolgd door een provocatiedieet. Daarbij worden stapsgewijs alle potentieel verdachte voedingsmiddelen weer geïntroduceerd, waarbij nauwgezet in de gaten wordt gehouden hoe het lichaam en/of de psyche op het zojuist geherintroduceerde voedingsmiddel reageert. Een handig hulpmiddel daarbij is het voedingsdagboek, waarin de patiënt alles noteert wat hij of zij eet en bovendien zijn stemmingen en lichamelijke toestand kan neerschrijven.
Wanneer wordt getwijfeld over een bepaalde reactie op een voedingsmiddel, wordt het voedingsmiddel weer bij de verboden voedingsmiddelen ingedeeld en enige tijd later opnieuw geïntroduceerd.

## Professionele begeleiding
Omdat een eliminatiedieet/provocatieet een langdurig project kan zijn (tot enkele maanden), vinden veel mensen het moeilijk vol te houden. Bovendien brengt een dergelijk streng dieet het risico op voedingsdeficiënties met zich mee. Het wordt daarom aanbevolen niet zelf te gaan experimenteren met een eliminatiedieet, maar professionele begeleiding te zoeken van een diëtist of arts.